# Галенберг
Галенберг (нем. Galenberg) — община в Германии, в земле Рейнланд-Пфальц. 
Входит в состав района Арвайлер. Подчиняется управлению Брольталь.  Население составляет 205 человек (на 31 декабря 2010 года). Занимает площадь 2,28 км².